# Niedźwiedziówka hebe
Niedźwiedziówka hebe (Arctia festiva) – gatunek motyla z rodziny mrocznicowatych (Erebidae) i podrodziny niedźwiedziówkowatych (Arctiinae), w Polsce krytycznie zagrożony wyginięciem.

## Opis
Dorosłe ze skrzydłami o rozpiętości od 44 do 50 mm. Niewielki dymorfizm płciowy; samica od samca jest nieco większa i masywniejsza. Czarny tułów i głowa z czerwonym tylnym brzegiem kołnierzyka. Przednie skrzydło z białym tłem i rysunkiem w postaci szerokich, czarnych przepasek. Przepaska zewnętrzna w połowie długości przerwana. Tylne skrzydło z tłem od jasnoróżowego do karminowoczerwonego. Rysunek tworzą ułożone w przepaski czarne plamy; zewnętrzna przepaska złożona z dwóch dużych, owalnych plam. Strzępina na zewnętrznych brzegach obu skrzydeł czarna. Odwłok karminowoczerwony z czarnymi końcowymi segmentami i podłużnym paskiem na grzbiecie. 

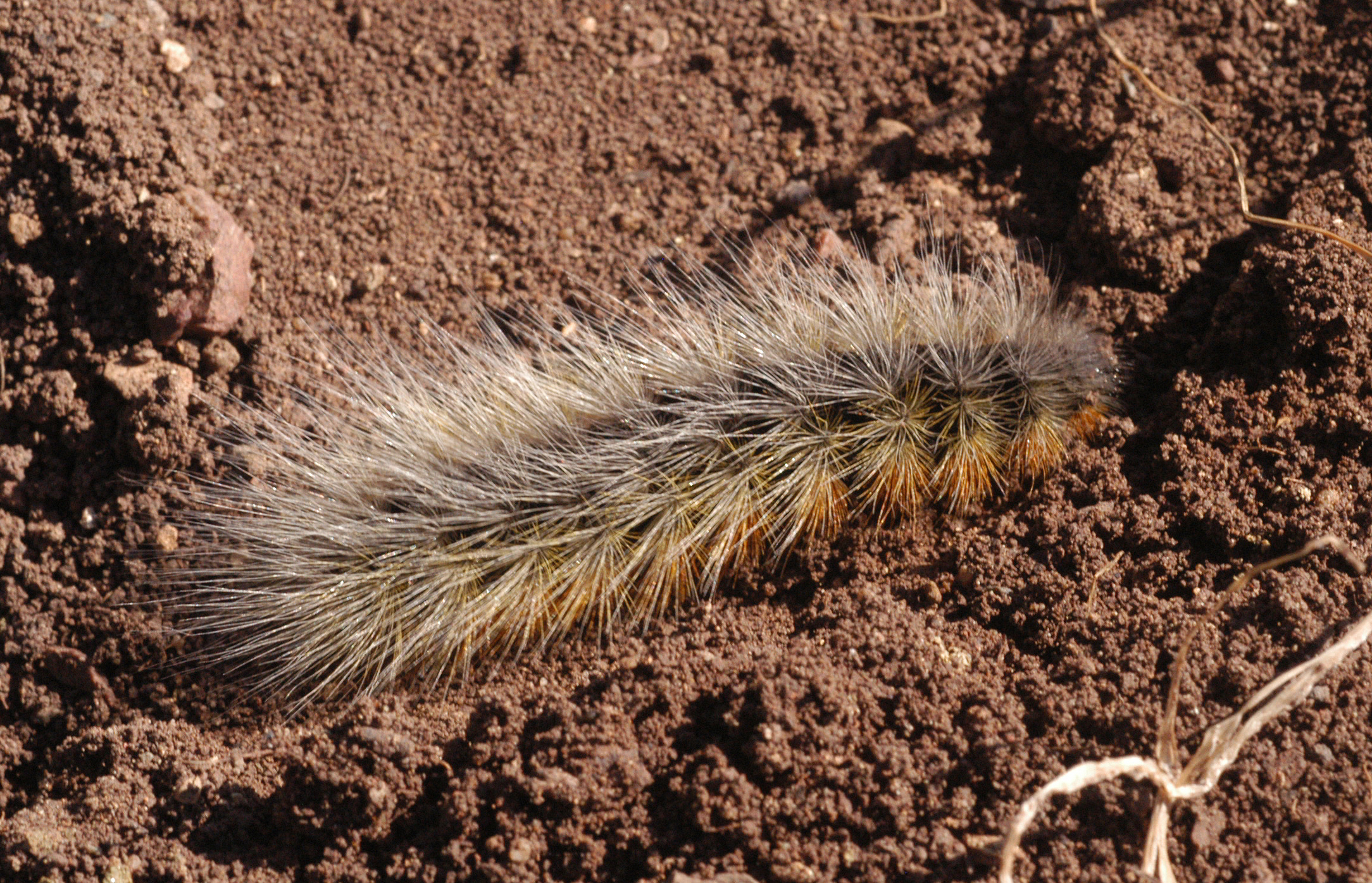
Gąsienica

Jaja żółte lub żółtopomarańczowe. Gąsienica matowoczarna, czarne brodawki. W górnej części ciała z pęczkami długich białawych lub jasnożółtych szczecin, w dolnej części ciała zaś szczeciny są krótsze i rdzawe.

## Biologia i ekologia
Dorosłe motyle pojawiają się w jednym pokoleniu od początku maja do początku czerwca. Jaja składane są w dużych złożach liczących do kilkuset sztuk na kamieniach, suchych lub żywych częściach roślin. Gąsienice wylęgają się od połowy czerwca. W początkowym okresie żerują gromadnie, szybko rosnąc. Żerują na takich roślinach jak jastrzębiec kosmaczek (Hieracium pilosella), krwawnik pospolity (Achillea millefolium), bylica polna (Artemisia campestris), wilczomlecz sosnka (Euphorbia cyparissias) czy babka wąskolistna (Plantago lanceolata), jak również na różnych gatunkach traw. Gąsienice po przezimowaniu rozpraszają się, przez pewien czas żerując, po czym szukając miejsca na przepoczwarczenie, które odbywa się pod luźnym oprzędem w ziemnej jamce. Niedźwiedziówka hebe zasiedla wrzosowiska, suche śródleśne polany, murawy kserotermiczne, miedze, polne drogi, suche lub kamieniste ugory.

## Rozmieszczenie geograficzne
Od Półwyspu Iberyjskiego przez południową i środkową Europę do Mandżurii w Azji. Na południu sięga wybrzeży Morza Czarnego i Morza Kaspijskiego do Azji Środkowej. Na północy dochodzi do wybrzeży Morza Bałtyckiego. W Polsce był dawniej szeroko rozpowszechniony na niżu, ale po gwałtownym regresie w latach 50., w latach 80. XX wieku wyginął na większości stanowisk. W 1996 odkryto stanowisko w okolicy Siemiatycz, później zaś kilka stanowisk w okolicy Koła i Konina.

## Zagrożenia i ochrona
Od początku XX wieku gatunek wymiera w Europie zachodniej i środkowej. W Polsce jest zagrożony wyginięciem. Nie został jednak objęty ochroną gatunkową, choć Polska czerwona księga zwierząt umieszcza niedźwiedziówkę hebe w kategorii CR, czyli gatunku skrajnie zagrożonego. Za przyczyny wymierania uznaje się eutrofizację siedlisk, zagospodarowanie i naturalną sukcesję roślinności, jak również choroby grzybowe w wilgotne lata i presję ze strony zbieraczy.